# Androtium astylum
Androtium  es un género monotípico de plantas de la familia de las anacardiáceas. Su única especie: Androtium astylum Stapf, es originaria de Borneo.

## Taxonomía
Androtium astylum fue descrita por Otto Stapf y publicado en Hooker's Icones Plantarum 28: t. 2763, en el año 1903.